# بنزنیدازول

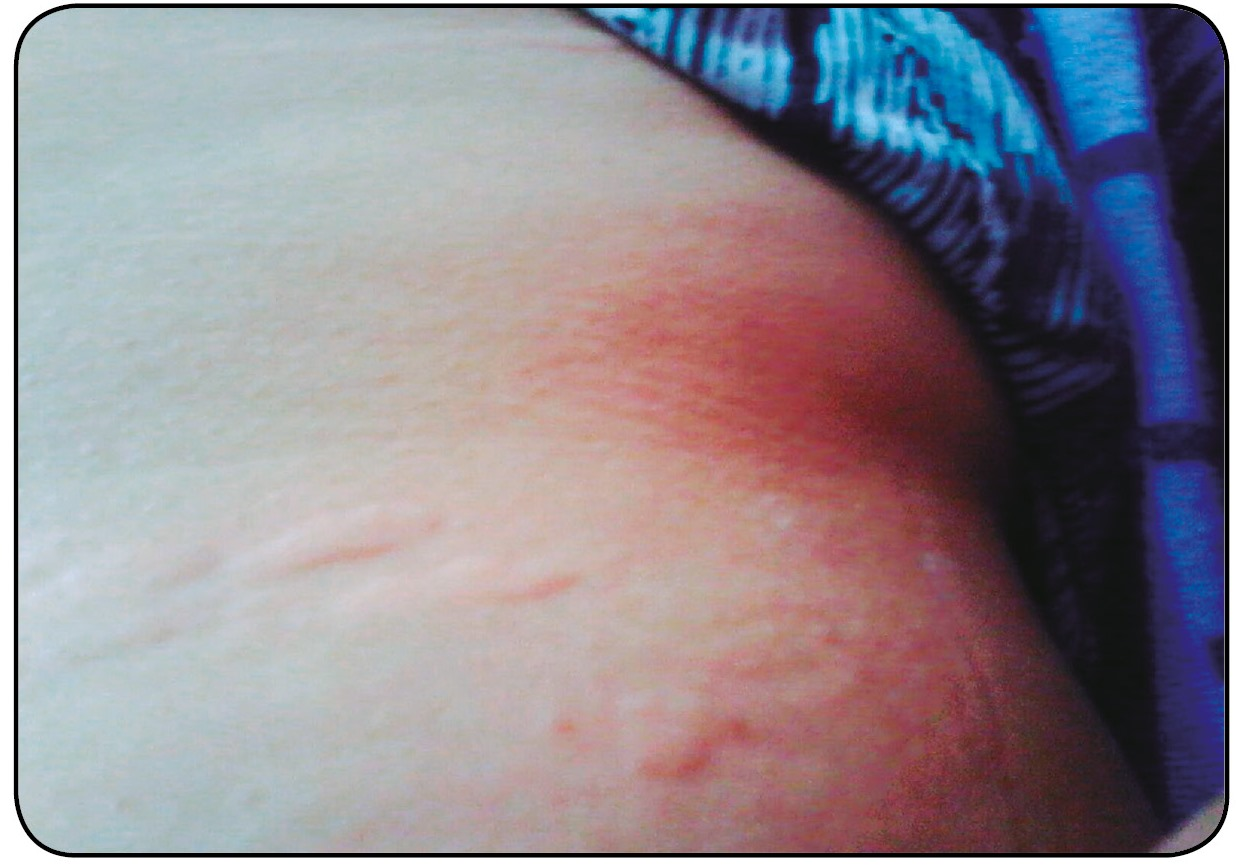
بیماری شاگاس

بنزنیدازول (Benzenidazole) نام نوعی آنتی‌بیوتیک است که برای درمان بیماری شاگاس در کودکان ۲ تا ۱۲ سال استفاده می‌شود.
بنزنیدازول توسط سازمان غذا و داروی آمریکا (FDA) به صورت "تسریع شده" تأیید شده‌است.
بیماری شاگاس که به تریپانوزومیازیس آمریکایی نیز معروف است نوعی عفونت ناشی از انگل است که در مناطق آمریکای جنوبی، مرکزی و مکزیک مشترک است.

## مکانیسم اثر
سنتز RNA , DNA و پروتئین‌ها را در انگل T.cruzi مهار می‌کند

## فارماکوکینتیک
جذب: سریع
متابولیسم: کاهش نیترو و به دنبال آن گلوکورونیداسیون
زمان رسیدن به پیک اثر:
میانه: ۲ ساعت
نیمه عمر: ۱۳ ساعت
دفع: ادرار و مدفوع به ۶۸ و ۲۱

## موارد منع مصرف و هشدارها
حساسیت بیش از حد به این دارو، سایر مشتقات این دارو یا هر جز دیگر از فرمولاسیون.
دی سولفیرام در ۲ هفته قبل از درمان با بنزنیدازول
۱-به گفته برخی از متخصصان، این دارو در بیماران با اختلال عملکرد شدید کلیه و کبد منع مصرف دارد.
۲-ایمنی و اثر بخشی در بیماران زیر ۲ سال یا بالاتر از ۱۲ سال ثابت نشده‌است.
۳- در طول درمان و حداقل ۷۲ ساعت پس از آخرین دوز، از مصرف نوشیدنی‌های الکلی یا محصولات حاوی پروپیلن گلیکول خودداری کنید.
۴-سرطان زایی در موشها و موشهای صحرایی با عوامل نیتروایمیدازول که از نظر ساختاری مشابه بنزنیدازول است در مطالعات حیوانی، مشاهده شده‌است. مشخص نیست که آیا بنزنیدازول با سرطان زایی در انسان ارتباط دارد یا خیر. مسمومیت ژنتیکی (افزایش دو برابری انحراف کروموزومی) بنزنیدازول در یک مطالعه بر روی بیماران اطفال (۱۱ ماه تا ۱۱ سال) مبتلا به بیماری Chagas نشان داده شده‌است.
1. پارستزی یا نوروپاتی محیطی گزارش شده‌است و رفع آن ممکن است چندین ماه طول بکشد. به‌طور کلی، این علائم در اواخر دوره درمان رخ می‌دهد. سردرد و سرگیجه نیز گزارش شده‌است. در صورت بروز علائم عصبی، درمان را قطع کنید.
2. سرکوب مغز استخوان (به عنوان مثال، نوتروپنی، ترومبوسیتوپنی، آنمی، لکوپنی) که پس از قطع درمان برطرف شد، گزارش شده‌است. در بیماران با تظاهرات خونریزی سرکوب مغز استخوان، بنزنیدازول را با احتیاط و تحت نظارت دقیق پزشکی استفاده کنید. قبل از شروع، در حین درمان و بعد از قطع درمان، CBC و همچنین تعداد لکوسیت‌های کلی را کنترل کنید.

۷-اختلالات جدی پوستی و زیرپوستی (به عنوان مثال، پوستولوز exanthematous حاد عمومی، نکرولیز اپیدرمی سمی، اریتم مولتی فرم، واکنش دارویی با ائوزینوفیلی و علائم سیستمیک) گزارش شده‌است. واکنشهای پوستی گسترده (به عنوان مثال، بثورات جلدی [ماکولوپاپولار، ماکولهای خارش دار، اگزما، جوشهای پوستی، اریتماتوز]، درماتیت آلرژیک، درماتیت لایه بردار) نیز گزارش شده‌است، بیشتر موارد بعد از ۱۰ روز از درمان رخ می‌دهد و بیشترین بثورات با قطع درمان برطرف می‌شوند. درماتیت خفیف تا متوسط ممکن است با پردنیزولون کنترل شود. در اولین اثبات واکنش پوستی جدی یا واکنشهای پوستی همراه با علائم / نشانه‌های سیستمیک (به عنوان مثال، لنفادنوپاتی، تب، پورپورا) درمان را قطع کنید.